# Powstanie iwienieckie
Powstanie iwienieckie – akcja bojowa przeprowadzona 19 czerwca 1943 przez Polski Oddział Partyzancki z Ośrodka AK Stołpce, zakończona zdobyciem miasteczka Iwieniec w powiecie wołożyńskim i rozbiciem tamtejszego garnizonu niemieckiego.
Atak na Iwieniec przeprowadzono w celu uwolnienia aresztowanych członków miejscowej siatki konspiracyjnej oraz uprzedzenia analogicznej akcji sowieckiej. Za cenę niewielkich strat własnych polscy partyzanci na osiemnaście godzin wyzwolili miasteczko, uwolnili wszystkich więźniów oraz zlikwidowali od 40 do 150 Niemców i kolaborantów. Zdobyto także duże ilości broni, amunicji, żywności, sprzętu i innych towarów. Od 100 do 200 funkcjonariuszy białoruskiej policji pomocniczej dobrowolnie przyłączyło się do polskiego oddziału. Zdobycie Iwieńca było jednym z największych wystąpień zbrojnych w historii Armii Krajowej.
W odwecie za poniesioną klęskę Niemcy zamordowali około 150 mieszkańców Iwieńca. Ponadto latem 1943 w Puszczy Nalibockiej przeprowadzono zakrojoną na szeroką skalę operację przeciwpartyzancką, znaną pod kryptonimem „Hermann”.

## Geneza
Po klęsce wrześniowej powiat stołpecki wraz z resztą ziem kresowych znalazł się pod okupacją sowiecką. Z kolei po ataku Niemiec na ZSRR w czerwcu 1941 tereny powiatu zostały wcielone w skład Komisariatu Rzeszy Wschód. Niemcy wspierani przez białoruskich kolaborantów wymordowali większość miejscowych Żydów oraz stosowali bezwzględny terror wobec ludności polskiej. W tym samym czasie rozległa Puszcza Nalibocka stała się schronieniem dla czerwonoarmistów, którym udało się uniknąć niemieckiej niewoli, oraz dla Żydów zbiegłych z okolicznych gett. Na przełomie 1942/43 przerzuceni zza linii frontu sowieccy oficerowie i komisarze przystąpili do przekształcania owych luźnych grup niedobitków w regularne oddziały partyzanckie. Sowieccy partyzanci mocno dawali się we znaki miejscowej ludności, masowo rekwirując żywność, odzież i inne mienie. Nierzadko owe „operacje gospodarcze” przybierały formę zwykłego rabunku, któremu towarzyszyły pobicia, morderstwa oraz gwałty na kobietach.
Wkrótce po rozpoczęciu niemieckiej okupacji na terenach przedwojennego województwa nowogródzkiego zaczęły powstawać struktury Związku Walki Zbrojnej (przemianowanego w lutym 1942 na Armię Krajową). Już w listopadzie 1941 komenda Okręgu Nowogródzkiego ZWZ/AK wyznaczyła ppor. Aleksandra Warakomskiego ps. „Świr” na stanowisko komendanta Obwodu Stołpce (kryptonim „Słup”). „Świr” szybko nawiązał kontakt z zamieszkującymi na tym terenie oficerami i podoficerami WP. Jego bliskim współpracownikiem stał się w szczególności por. rez. Kacper Miłaszewski ps. „Lewald” – jeden z liderów miejscowej społeczności polskiej, cieszący się przy tym względnym zaufaniem sowieckich partyzantów. Początkowo działalność Obwodu „Słup” koncentrowała się na gromadzeniu zapasów broni i amunicji oraz infiltracji miejscowych struktur białoruskiej policji i administracji. Pomysł utworzenia polskiego oddziału partyzanckiego nie zyskał natomiast akceptacji komendy okręgu, posłusznej rozkazom Komendy Głównej AK w sprawie ograniczania akcji zbrojnych do chwili wybuchu powstania powszechnego. Dopiero czynniki takie jak rosnąca liczba zdekonspirowanych żołnierzy oraz werbunek polskiej młodzieży w szeregi sowieckiej partyzantki wpłynęły na zmianę stanowiska dowództwa okręgu. Impulsem do zorganizowania polskiego oddziału partyzanckiego stała się w szczególności masakra mieszkańców wsi Naliboki dokonana przez sowieckich partyzantów nocą 7/8 maja 1943.
3 czerwca 1943 w majątku Kul w głębi Puszczy Nalibockiej odbył się pierwszy werbunek w szeregi polskiego oddziału. Tego dnia zgłosiło się tam 44 ochotników, którzy stali się zaczątkiem przyszłego Zgrupowania Stołpeckiego AK. Miejscowe kierownictwo AK planowało początkowo, że na czele oddziału stanie ppor. Witold Pełczyński ps. „Dźwig”. Już pierwszego dnia został on jednak ranny na skutek przypadkowego wybuchu granatu. W tych okolicznościach komendę nad oddziałem objął por. „Lewald”. Wieści o utworzeniu polskiego oddziału szybko rozeszły się wśród miejscowej ludności. Mimo iż partyzanci przyjmowali w swe szeregi tylko uzbrojonych i umundurowanych ochotników, liczebność oddziału wzrosła w ciągu dziesięciu dni do 130 żołnierzy. Niedługo później do jednostki dołączyło jeszcze kilkunastu ochotników-kawalerzystów na czele z chor. Zdzisławem Nurkiewiczem ps. „Noc”, dzięki czemu możliwe stało się zorganizowanie konnego patrolu.
Puszcza Nalibocka pozostawała opanowana przez wielotysięczne zgrupowanie sowieckiej partyzantki, stąd – nie chcąc antagonizować niepewnych sojuszników – por. „Lewald” ukrywał swoje związki z Armią Krajową, skutecznie utwierdzając Sowietów w przekonaniu, iż utworzenie oddziału nastąpiło wyłącznie z inicjatywy miejscowej ludności polskiej. Za zgodą komendy okręgu „Lewald” formalnie podporządkował się pod względem taktycznym dowództwu sowieckiemu oraz przyjął szereg innych daleko idących żądań, nie mając jednak zamiaru realizować ich w praktyce. W porozumieniu z Sowietami jednostce nadano nazwę „Polski Oddział Partyzancki im. Tadeusza Kościuszki”. Uzgodniono ponadto podział Puszczy Nalibockiej na sektory polski i sowiecki oraz ustalono, że polscy i sowieccy partyzanci będą się zaopatrywać odpowiednio po zachodniej i wschodniej stronie granicy z 1939 roku.

## Atak na Iwieniec

### Przygotowania
Wkrótce po utworzeniu oddziału doszło do dekonspiracji polskiej siatki konspiracyjnej w Iwieńcu. W ręce Niemców i ich białoruskich kolaborantów wpadło od 20 do 80 członków i sympatyków Armii Krajowej. Aresztowania osobiście nadzorował sędzia Karaczun ze Stołpc, będący postrachem miejscowej ludności polskiej. Wywiad AK uzyskał informację, że okupanci zamierzają wywieźć więźniów do obozów śmierci w Kołdyczewie lub Małym Trościeńcu. W świetle tych doniesień komenda Ośrodka „Słup” podjęła decyzję o przeprowadzeniu uderzenia na garnizon niemiecki w Iwieńcu. Celem akcji miało być nie tylko uwolnienie więźniów, lecz również uprzedzenie analogicznej akcji sowieckiej. Polskie dowództwo obawiało się bowiem, że ewentualny sowiecki atak na Iwieniec mógłby spowodować duże zniszczenia materialne oraz niepotrzebne ofiary wśród polskiej ludności cywilnej.
W okresie II Rzeczypospolitej Iwieniec był stolicą jednej z gmin powiatu wołożyńskiego i liczył ok. 5 tys. mieszkańców. Po agresji 17 września 1939 władze sowieckie ulokowały w Iwieńcu siedzibę nowo utworzonego rejonu iwienieckiego, w którego skład weszła część terenów przedwojennych powiatów stołpeckiego i wołożyńskiego. Ze względu na fakt, iż ów podział administracyjny utrzymał się także w okresie niemieckiej okupacji, liczba mieszkańców wzrosła niemal dwukrotnie, a w miasteczku ulokowano silny garnizon . W czerwcu 1943 kwaterował tam oddział niemieckiej żandarmerii, liczący od kilkudziesięciu do 100 funkcjonariuszy. Dowodził nim znany z okrucieństwa Karl Cavill, zwany przez miejscową ludność „Czechem” lub „Sawinolą”. W skład iwienieckiego garnizonu wchodził jeszcze kilkusetosobowy oddział białoruskiej policji pomocniczej, a dodatkowe wsparcie stanowić mogło kilkudziesięciu niemieckich urzędników z miejscowego biura gospodarczego. Ponadto w dawnych koszarach KOP nad rzeczką Wołmą, położonych w odległości ok. 2 km od miasteczka, stacjonowały dwie kompanie Luftwaffe (skierowane tu na wypoczynek). Według szacunków Mariana Podgórecznego Iwieńca broniło łącznie ok. 700 policjantów, żołnierzy i urzędników (400 Niemców i 300 policjantów białoruskich). Z kolei Paweł Kosowicz obliczał liczebność garnizonu na ok. 500 ludzi .
Po uzyskaniu zgody komendy okręgu wyznaczono termin uderzenia na 22 czerwca. Wkrótce polski wywiad uzyskał jednak informację, że Niemcy przystąpili do umacniania swoich obiektów w mieście. Co więcej, na 19 czerwca zarządzono masowy pobór w szeregi Korpusu Białoruskiej Samoobrony oraz przymusowy wykup koni dla niemieckiej armii. Stwarzało to doskonałą okazję, aby niepostrzeżenie przemycić do miasteczka uzbrojonych partyzantów, stąd zapadła decyzja o przyspieszeniu akcji o trzy dni. Polskie plany przewidywały zaatakowanie Iwieńca zarówno od wewnątrz, jak i z zewnątrz:
- akcją wewnątrz miasteczka miał kierować pchor. Olgierd Woyno ps. „Lech”, który ulokował swój punkt dowodzenia w domu małżeństwa Dzierżyńskich[b]. Miał on do dyspozycji członków miejscowej konspiracji oraz 60 partyzantów, którzy potajemnie przeniknęli do Iwieńca nocą 18/19 czerwca (w cywilnych ubraniach, z bronią krótką i granatami). Żołnierzy podzielono na cztery grupy, nad którymi dowództwo objęli: wachm. Jan Jakubowski ps. „Dąb”, plut. Walerian Żuchowicz ps. „Opończa”, plut. Józef Niedźwiedzki ps. „Szary” i plut. Bolesław Nowakowski. Ich zadaniem miało być zdobycie posterunków niemieckiej żandarmerii i białoruskiej policji, a także opanowanie poczty i niemieckiego biura gospodarczego[23].
- oddział pod dowództwem ppor. Walentego Parchimowicza ps. „Waldan” miał zaatakować koszary nad Wołmą i uniemożliwić kwaterującym tam żołnierzom Luftwaffe przyjście z pomocą garnizonowi miasteczka[23].
- oddział pod dowództwem por. Kacpra Miłaszewskiego ps. „Lewald”, dysponujący dwoma ckm, miał za zadanie zablokować drogę wiodącą z koszar do centrum Iwieńca[23].
- zwiad konny pod dowództwem chor. Zdzisława Nurkiewicza ps. „Noc” miał ubezpieczać drogi wiodące do Stołpc i Rakowa[23].

Z meldunków sowieckich partyzantów odnalezionych w białoruskich archiwach wynikało, że w akcji pośrednio uczestniczyła Brygada Partyzancka im. Czkałowa, która na prośbę Polaków ubezpieczała drogi prowadzące do Wołożyna i Rakowa. Nie potwierdzają tego jednak polskie źródła.

### Przebieg powstania

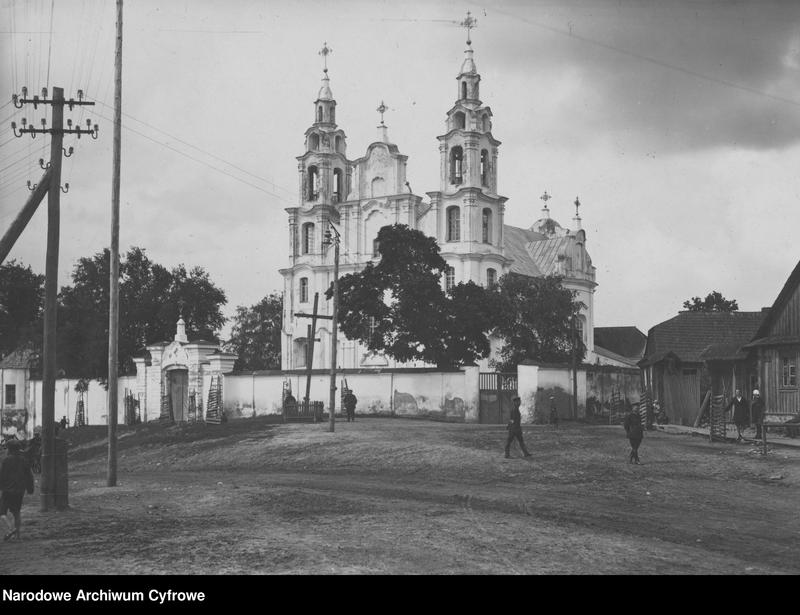
Iwieniec, kościół sw. Michała, 1918–1939,

Atak na Iwieniec rozpoczął się dokładnie w południe 19 czerwca, w porze obiadowej, gdy czujność okupanta była najsłabsza. Na sygnał kościelnych dzwonów bijących na Anioł Pański żołnierze AK przerwali linie telefoniczne wiodące do miasteczka, po czym bez większych trudności opanowali budynek poczty oraz niemieckie biuro gospodarcze (zastrzelono przy tym jednego urzędnika). Partyzanci zniszczyli także most nad Wołmą. Grupa pod dowództwem wachm. „Dęba” po uprzednim unieszkodliwieniu wartowników otoczyła siedzibę białoruskiej policji i wezwała funkcjonariuszy do kapitulacji. Najwyższym stopniem policjantem przebywającym w tym czasie na posterunku był zastępca komendanta st. sierż. Stefan Poznański, podoficer przedwojennej Policji Państwowej, a zarazem członek AK. Na jego rozkaz policjanci – wśród których przeważali Polacy, w wielu wypadkach członkowie i sympatycy AK – złożyli broń i opuścili budynek. Jedynie niewielka grupa funkcjonariuszy przybyłych kilka dni wcześniej z Połocka usiłowała stawiać opór. Wszystkich błyskawicznie zastrzelono.
Nie powiodła się natomiast próba błyskawicznego opanowania posterunku niemieckiej żandarmerii. Co prawda żołnierze dowodzeni przez sierż. „Opończę” zdołali bezszelestnie rozbroić dwóch wartowników, lecz strzelanina, która wybuchła w rejonie kwater białoruskiej policji, zaalarmowała pozostałych Niemców. Jeden z żandarmów zdołał zaryglować drzwi do budynku i zabić granatem kpr. Jana Niedźwiedzkiego ps. „Janek”. Partyzanci Jan Misiaczek ps. „Miś” i Jan Bryczkowski ps. „Zew” zdołali jeszcze dostać się otwartym oknem do wnętrza posterunku, po czym, zniszczywszy przy użyciu granatów radiostację wraz z centralą telefoniczną, powrócili do kolegów. Żandarmi, ochłonąwszy z zaskoczenia, zorganizowali silną obronę. Żołnierze AK uzbrojeni wyłącznie w broń krótką i granaty nie zaryzykowali frontalnego szturmu. W trakcie wymiany ognia poległ jeden z partyzantów, a drugi otrzymał śmiertelną ranę. Podchorąży „Lech” wraz z jeszcze jednym żołnierzem odnieśli lekkie obrażenia.
Równocześnie z wybuchem walki wewnątrz miasta żołnierze „Waldana” uderzyli na koszary Luftwaffe. Bez większych trudności sforsowali płytką w tym miejscu Wołmę, a ich gwałtowny i niespodziewany atak początkowo zaskoczył Niemców. Obrońcy wkrótce zorientowali się jednak, jak niewielka jest liczba atakujących i – ochłonąwszy z zaskoczenia – przeszli do kontrataku, usiłując przyjść z odsieczą broniącym się w mieście żandarmom. Gdy spróbowali jednak sforsować groblę na Wołmie, pododdziały „Waldana” i „Lewalda” ostrzelały ich gwałtownym ogniem broni maszynowej. Wielu żołnierzy Luftwaffe zostało zabitych, pozostali wycofali się do koszar. Żołnierze AK wzięli do niewoli dwóch niemieckich oficerów w stopniu kapitana. Jednego z nich, pochodzącego z Czechosłowacji, niemal od razu rozstrzelano. W nocy 19/20 czerwca załoga koszar raz jeszcze podjęła próbę kontrataku, lecz – ostrzelana z dwóch stron przez żołnierzy „Waldana” i „Lewalda” – musiała się cofnąć, ponosząc przy tym spore straty.
Tymczasem w centrum Iwieńca niemieccy żandarmi nadal stawiali zaciekły opór, obawiając się zapewne, że po dostaniu się w ręce partyzantów zostaną ukarani za wcześniejsze zbrodnie na ludności cywilnej. Chcąc skłonić Niemców do kapitulacji, żołnierze AK wysłali w charakterze parlamentariusza oficera Luftwaffe schwytanego w ataku na koszary. Żandarmi odpowiedzieli jednak ogniem, zabijając rodaka na miejscu (według innych źródeł oficer został ranny ). Po dwóch godzinach walki wachm. „Dąb” wpadł na pomysł, aby przy użyciu strażackiego beczkowozu i sikawki oblać budynek benzyną. Podłożenie ognia pod posterunek okazało się punktem zwrotnym starcia. Niemal wszyscy żandarmi zginęli w płomieniach lub od polskich kul. Ku rozczarowaniu żołnierzy AK śmierci uniknął jednak znienawidzony komendant „Sawinola”. Ocaleli także burmistrz Zenon Burak oraz sędzia Karaczun, którzy wraz z grupą Niemców zdołali uciec do Mińska.
Iwieniec był wolny przez blisko osiemnaście godzin. Gdy o świcie 20 czerwca nad miasteczkiem pojawiły się niemieckie samoloty rozpoznawcze, polskie dowództwo podjęło decyzję o rozpoczęciu odwrotu. O godzinie 6:00, a według innych źródeł przed południem , na sygnał trębacza, który odegrał hejnał Wojska Polskiego, żołnierze AK opuścili Iwieniec, kierując się do Rudni Nalibockiej. Partyzanci zabrali ze sobą uwolnionych więźniów, dezerterów z białoruskiej policji, większość polskiej młodzieży z Iwieńca, która zgłosiła się na ochotnika w szeregi oddziału, a także 70 furmanek z rozmaitą zdobyczą.
Nieco wcześniej, gdy polscy partyzanci porządkowali tabory ze zdobyczą, szykując się do ewakuacji, ubezpieczenia wystawione przez zwiad konny nawiązały kontakt z sowieckimi partyzantami z Brygady im. Czkałowa. Komisarz Iwan Kozak zaproponował żołnierzom AK przeprowadzenie wspólnego ataku na koszary Luftwaffe. W związku z możliwością szybkiego nadejścia niemieckiej odsieczy Polacy odrzucili tę propozycję . Grupa sowieckich partyzantów wkroczyła następnie do Iwieńca, gdzie przystąpiła do opróżniania niemieckich magazynów z towaru i sprzętu, którego nie zabrali Polacy. Sowietów wyparła z miasteczka niemiecka odsiecz. W trakcie pościgu doszło do serii potyczek, m.in. pod Pralnikami, w których zarówno Niemcy, jak i Sowieci ponieśli straty.

### Bilans
Atak na Iwieniec zakończył się pełnym sukcesem. W zależności od źródeł szacuje się, że polscy partyzanci zabili od 40–50 do 100 lub nawet 150 Niemców i ich kolaborantów. Ponadto kilkunastu Niemców dostało się do polskiej niewoli (zostali zwolnieni w Rubieżewiczach). Uwolniono wszystkich więźniów, w tym kilkunastu Żydów (wśród tych ostatnich było kilku lekarzy). Z szeregów białoruskiej policji pomocniczej zdezerterowało od 100 do 200 funkcjonariuszy, którzy dołączyli następnie do polskiego oddziału. Partyzanci zdobyli także pięć samochodów (dwa osobowe i trzy ciężarowe), dwa działka ppanc. z amunicją, kilkanaście ckm i rkm, kilkaset granatów, 12 tys. sztuk amunicji, tajne dokumenty wojskowe, kilkadziesiąt koni i sztuk bydła, spore zapasy medykamentów i żywności (w tym znaczne ilości konserw, mąki, cukru i soli), kilka skrzyń papierosów, kilka beczek spirytusu, a także buty wojskowe i skóry . Straty własne ograniczyły się do trzech zabitych oraz około 6–11 rannych.
W ocenie Kazimierza Krajewskiego zdobycie Iwieńca było jednym z największych wystąpień zbrojnych w historii Armii Krajowej. Miejscowa ludność, a wraz z nią polscy historycy, ochrzciła tę akcję mianem „powstania iwienieckiego”. Dzięki napływowi kilkuset ochotników oraz zdobyciu znacznych ilości broni i amunicji Polski Oddział Partyzancki został wkrótce rozbudowany do stanu batalionu.
Polski sukces zaimponował dowództwu sowieckiej partyzantki, budząc równocześnie jego duże zaniepokojenie. W podziemnym piśmie „Mściciel ludowy” ukazał się nawet artykuł poświęcony akcji w Iwieńcu, będący, jak się później okazało, jedyną utrzymaną w pozytywnym tonie wzmianką sowieckiej prasy o nowogródzkiej AK (z kolei pismo „Czyrwonoja Zwiezda” przypisało zdobycie miasta partyzantom sowieckim).
Niespełna godzinę po wycofaniu się polskich partyzantów do miasta dotarła silna niemiecka odsiecz sprowadzona z odległego o kilkadziesiąt kilometrów Mińska. Mszcząc się za poniesioną klęskę, Niemcy zamordowali około 150 mieszkańców Iwieńca, a wielu innych wywieźli na roboty przymusowe. W gronie rozstrzelanych znaleźli się m.in. Kazimierz i Łucja Dzierżyńscy, w których domu mieścił się sztab polskiego oddziału (mimo nalegań ze strony por. „Lewalda” małżeństwo nie zdecydowało się na opuszczenie miasta).

## Operacja Hermann
„Powstanie iwienieckie” odbiło się szerokim echem na Nowogródczyźnie i poważnie zaniepokoiło niemieckie dowództwo. Okupanci postanowili za wszelką cenę zlikwidować partyzanckie bazy w Puszczy Nalibockiej. W tym celu zaangażowano poważne siły, liczące nawet do 60 tys. żołnierzy i policjantów, dysponujące wsparciem lotnictwa, artylerii i broni pancernej. Operacją przeciwpartyzancką, której nadano kryptonim „Hermann”, kierował osobiście Dowódca SS i Policji na Białorusi SS-Brigadeführer Curt von Gottberg. Do jego sztabu dołączył także SS-Obergrupenführer Erich von dem Bach-Zelewski, specjalny pełnomocnik Reichsführera-SS do spraw walki z partyzantką (Chef der Bandenbekämpfungsverbände).
Operacja Hermann rozpoczęła się 13 lipca, natomiast do pierwszych walk doszło rankiem 20 lipca (Kazimierz Krajewski podaje datę 15 lipca). Zgodnie z podjętymi wcześniej ustaleniami polscy i sowieccy partyzanci wspólnie podjęli próbę zbrojnego powstrzymania akcji pacyfikacyjnej. Początkowo żołnierze AK skutecznie bronili przebiegającego przez puszczę traktu Mińsk–Nowogródek oraz przepraw na rzece Szura. W pierwszym dniu walk zadano Niemcom duże straty, sięgające nawet 50 zabitych. Drugiego dnia polskie dowództwo zorientowało się jednak ku swojemu zaskoczeniu, że sowieckie oddziały, których zadaniem była osłona obu flanek polskiego batalionu, bez uprzedzenia opuściły stanowiska obronne. Zagrożony zniszczeniem batalion AK był zmuszony wycofać się w głąb puszczy, na bagna zwane „Gołymi Błotami” (biał. Hołyje Bałota). Wobec zacieśniania się pierścienia okrążenia oraz braku możliwości kontynuowania otwartej walki polskie dowództwo było zmuszone podzielić batalion na niewielkie 20-25-osobowe grupki i nakazać żołnierzom szukać ratunku na własną rękę.
Blokada Puszczy Nalibockiej zakończyła się 8 sierpnia. Polski batalion poniósł straty w wysokości co najmniej 40 zabitych, kilkudziesięciu rannych oraz ponad 100 zaginionych. W gronie poległych i pomordowanych znaleźli się m.in. dwaj dowódcy kompanii. Utracono niemal 60% broni, w tym wszystkie ckm i moździerze, a także tabory oraz większość koni. Sowieckie brygady zdołały wymknąć się obławie, poniosły jednak ciężkie straty. Ofiarą operacji „Hermann” padła przede wszystkim polska i białoruska ludność cywilna. Chcąc bowiem pozbawić partyzantów zaplecza, Niemcy stworzyli pas „spalonej ziemi” w promieniu ok. 10 – 15 kilometrów wokół puszczy. Doszczętnie zniszczono 60 wsi oraz nieustaloną liczbę pojedynczych chutorów i leśniczówek, mordując przy tym 4280 osób. Od 21 tys. do 25 tys. osób zostało wysłanych na roboty przymusowe do III Rzeszy. Starców, kobiety i dzieci wysiedlono poza strefę blokady.
Mimo ciężkich strat poniesionych w czasie operacji „Hermann” polski batalion zdołał jeszcze przed końcem sierpnia zebrać się ponownie w swoim dawnym obozowisku w okolicach Drywiezny. Wkrótce komenda Okręgu Nowogródzkiego oddelegowała tam trzech skoczków „cichociemnych” przysłanych z Wielkiej Brytanii. Do końca listopada 1943 roku liczba żołnierzy batalionu stołpeckiego wzrosła do ok. czterystu.